# Алленпорт (округ Вашингтон, Пенсільванія)
Алленпорт (англ. Allenport) — місто (англ. borough) в США, в окрузі Вашингтон штату Пенсільванія. Населення — 484 особи (2020).

## Географія
Алленпорт розташований за координатами 40°5′20″ пн. ш. 79°51′33″ зх. д. / 40.08889° пн. ш. 79.85917° зх. д. (40.088771, -79.859227).  За даними Бюро перепису населення США в 2010 році місто мало площу 5,72 км², з яких 5,48 км² — суходіл та 0,24 км² — водойми.

## Демографія
Згідно з переписом 2010 року, у селищі мешкало 537 осіб у 239 домогосподарствах у складі 159 родин. Густота населення становила 94 особи/км².  Було 274 помешкання (48/км²).
Расовий склад населення:
| - 99,1 % — білих - 0,6 % — чорних або афроамериканців |

До двох чи більше рас належало 0,4 %. Частка іспаномовних становила 0,2 % від усіх жителів.
За віковим діапазоном населення розподілялося таким чином: 17,3 % — особи молодші 18 років, 58,5 % — особи у віці 18—64 років, 24,2 % — особи у віці 65 років та старші. Медіана віку мешканця становила 47,7 року. На 100 осіб жіночої статі у селищі припадало 93,9 чоловіків;  на 100 жінок у віці від 18 років та старших — 93,0 чоловіків також старших 18 років.
Середній дохід на одне домашнє господарство  становив 66 789 доларів США (медіана — 56 125), а середній дохід на одну сім'ю — 85 480 доларів (медіана — 76 250). За межею бідності перебувало 12,3 % осіб, у тому числі 2,0 % дітей у віці до 18 років та 9,9 % осіб у віці 65 років та старших.
Цивільне працевлаштоване населення становило 241 особа. Основні галузі зайнятості: виробництво — 23,7 %, освіта, охорона здоров'я та соціальна допомога — 22,0 %, транспорт — 11,2 %, фінанси, страхування та нерухомість — 7,1 %.